# Чёрный Поток (река)
Чёрный Поток (укр. Чорний Потік) — река в Яворовском районе Львовской области Украины. Правый приток реки Вишня (бассейн Вислы).
Длина реки 11 км, площадь бассейна 36,8 км². Русло слабоизвилистое, пойма во многих местах болотистая, поросшая луговой растительностью. Построено несколько прудов.
Берёт начало к юго-востоку от села Бунов. Течёт в пределах Надсанской низменности преимущественно на юго-запад. Впадает в Вишню юго-западнее села Арламовская Воля.
На реке расположены сёла Иваники, Арламовская Воля.